# Nototheniidae
Famille
Les Nototheniidae communément appelés « morues ou légines antarctiques », sont une famille de poissons perciformes contenant environ 50 espèces et 12 genres. Ils sont largement répandus dans l'Océan Austral et les côtes de l'Antarctique, mais certaines espèces comme la légine Dissostichus eleginoides remontent vers le Nord de l'Atlantique, jusqu'au niveau de l'Uruguay, en empruntant les courants froids de profondeur. Les Notothéniidés adultes sont essentiellement benthiques, mais certaines espèces sont pélagiques. Ces poissons ne possèdent pas de vessie natatoire, mais ils compensent cette absence par divers mécanismes améliorant la flottabilité (masse osseuse peu minéralisée, stockage de graisses dans des sacs sous-cutanés ou intermusculaires).

Les notothénioïdes résistent aux températures glaciales des eaux de mer à cette latitude grâce à diverses adaptations. Ces poissons sécrètent des protéines et glycoprotéines antigel. Ces protéines, dans le sang des poissons, vont s'accoler et enrober les microcristaux de glace en les empêchant de grandir. La structure conformationelle de ces protéines antigel est telle qu'elles adhèrent facilement aux cristaux de glace naissants. D'autre part, les enzymes de ces poissons sont plus efficaces que celles de leurs cousins tropicaux. Dans ce cas, les structures conformationelles particulières de ces protéines permettent un accès facilité aux sites actifs de la réaction.

## Liste des genres
Selon ITIS:
- genre Aethotaxis DeWitt, 1962
- genre Cryothenia Daniels, 1981
- genre Dissostichus Smitt, 1898
- genre Eleginops Gill, 1862 (placé sous Eleginopidae par FishBase)
- genre Gobionotothen Balushkin, 1976
- genre Gvozdarus Balushkin, 1989
- genre Lepidonotothen Balushkin, 1976
- genre Notothenia Richardson, 1844
- genre Nototheniops Balushkin, 1976
- genre Pagothenia Nichols et La Monte, 1936
- genre Paranotothenia Balushkin, 1976
- genre Patagonotothen Balushkin, 1976
- genre Pleuragramma Boulenger, 1902
- genre Pseudaphritis Castelnau, 1872 (placé sous Pseudaphritidae par FishBase)
- genre Trematomus Boulenger, 1902

Selon FishBase:
- genre Aethotaxis
- genre Cryothenia
- genre Dissostichus
- genre Gobionotothen
- genre Gvozdarus
- genre Lepidonotothen
- genre Notothenia
- genre Nototheniops
- genre Pagothenia
- genre Paranotothenia
- genre Patagonotothen
- genre Pleuragramma
- genre Trematomus

## Espèce de position incertaine
- Pseudotrematomus centronotus (Regan, 1914)